# Arkadi Mikhaïlovitch Harting

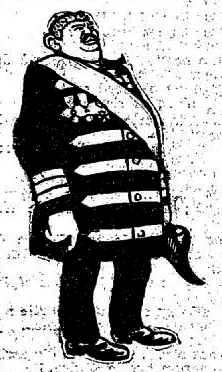
Abraham Moïchevitch Hekkelman, alias Arkadi Mikhaïlovitch Harting (L’Humanité van 12 juli 1909)

Arkadi Mikhaïlovitch Harting (Pinsk, 20 oktober 1861 - verdwenen na 1918) was een van de belangrijke agenten van de tsaristische geheime politie Ochrana.

## Situering
De eigenlijke naam van Harting was Abraham Moïchevitch Hekkelman of Hackelman. Hij stond ook bekend onder het pseudoniem Abraham Landesen. In 1894 liet hij zijn joodse identiteit achter zich en nam de Russisch-orthodoxe naam aan van Arkadi Michaëlovitch (de) Harting.
Zoals heel wat leden van de Joodse gemeenschap in Rusland had hij tot de revolutionaire beweging kunnen behoren. Hij werd integendeel een van de meest meedogenloze agenten van de tsaristische politie en een heel capabele 'agent provocateur' die de middens van de revolutionairen infiltreerde.
Hij leidde o.m. de Parijse afdeling van de Ochrana, van 1905 tot 1909. Voor bewezen diensten werd hij door de tsaar in de adel opgenomen als 'Staatsraad', het equivalent van generaal-majoor.

## Levensloop
De ouders van Abraham Hekkelman baatten in Pinsk een bescheiden kruidenierswinkel uit. Als knappe leerling en toen al informant van de politieke politie, werd hij in 1879 naar Sint-Petersburg gestuurd, waar hij zijn diploma behaalde in 1882 in de middelbare school van Tver. Hij schreef zich vervolgens in aan de ingenieursfaculteit van de Universiteit van Sint-Petersburg.
Er zich van bewust dat zijn Joodse status een nadeel betekende, studeerde hij hard en interesseerde zich niet aan de heersende politieke agitatie, noch aan de ondergrondse activiteiten van de Revolutionaire Socialistische Partij, die zich er op beriep de opvolger te zijn van de terreurgroep Narodnaja Volja (Wil van het Volk) die ontbonden werd na de moord op tsaar Alexander II in maart 1881.
Hekkelman zou ongetwijfeld zijn ingenieursdiploma hebben behaald, was het niet dat hij bevriend werd met twee heel verschillende personages. De eerste was zijn schoolkameraad Vladimir Bourtzeff, die ondernam hem te overhalen om lid te worden van zijn geheime cel binnen de Revolutionaire Socialistische Partij. De tweede was kolonel Gueorgui Soudeïkine, chef van de politieke politie in Sint-Petersburg.
Op het aansporen van de tweede sloot hij zich aan bij de partij van zijn vriend Bourtzeff. In 1883 werd hij, waarschijnlijk als gevolg van zijn eigen rapporten, samen met andere partijleden gearresteerd. Hij was toen 'verbrand' en werd niet vervolgd maar trad definitief toe tot de geheime politie. Hij vervulde voortaan allerhande zendingen, waarbij hij er in slaagde de anonimiteit te bewaren.
Nochtans, dat hij tot de Ochrana behoorde, werd binnen de Narodnaïa Volia hardnekkig bestreden door zijn vriend Bourtzeff, die overtuigd bleef van zijn socialistisch en revolutionair idealisme. Dit bleef ook zo nadat een geheim agent werd ontmaskerd, kapitein Serguei Degaïev, die als geïnfilteerde agent van de Ochrana binnen Narodnaïa Volia had geopereerd en die tijdens zijn ondervraging bekende dat ook Hekkelman een agent was. Dit werd gewoon als desinformatie afgedaan en niet geloofd.
Tegen 1883 vertrok Hekkelman naar de Universiteit van Letland in Riga, waar hij, nog steeds onder de dekmantel van lidmaatschap bij Narodnaïa Volia, een groep revolutionaire studenten leidde, alvorens ze uiteindelijk te verraden bij de Ochrana. Toen dit gebeurde, twijfelden de revolutionairen in Riga niet wie de dader was en ze spraken tegen hem een doodveroordeling uit. Met de hulp van de Ochrana vluchtte hij overhaast naar het buitenland.

## In Zwitserland
Het is onder de naam Abraham Landesen dat Hekkelman zich in 1885 inschreef aan de Polytechnische Hogeschool van Zürich. Hij maakte er kennis met een groep uitgeweken Russische studenten, bij wie hij zich aansloot. Het waren opnieuw leden van Narodnaïa Volia, die artisanale bommen vervaardigden met bestemming Rusland. De Ochrana volgde van dichtbij zijn activiteiten in Zürich.
In 1884 had de Ochrana beslist een kantoor te organiseren in Parijs, dat zou ageren tegen de Russische emigranten in Frankrijk en Zwitserland. Een van de leiders, genaamd Zvoliansky, werd aangesteld om jonge mannen te rekruteren die in de kringen van de emigranten zouden infiltreren.
Hij trok ook naar Zürich en trof er Landesen aan, die hij al kende van zijn tijd in Sint-Petersburg. Hij vroeg hem om zijn activiteiten binnen de Ochrana verder te zetten, terwijl hij zijn studies in Zürich voltooide. Landesen wilde wel, maar vroeg een maandwedde van 1000 frank. Hij vroeg ook om een opdracht in Parijs te krijgen, hoewel daar minder Russische revolutionairen waren dan in Zwitserland. Zvoliansky bracht verslag uit, maar zijn oversten vonden een dergelijke maandwedde overdreven en deden een tegenbod van 300 frank.
Het hoofd van het Parijse bureau, Piotr Ratchkovski, begon gedetailleerde besprekingen en ondervragingen, die er toe leidden dat Hekkelman akkoord ging in Zwitserland te blijven ageren en dit mits 300 fr. per maand.

## Parijs
In 1890 verkreeg hij een internationaal paspoort op de naam van Abraham Landesen en mocht hij zijn werkterrein naar Parijs verleggen. Hij won er het vertrouwen van de uitgeweken Russen die tot Narodnaïa Volia behoorden, voornaamste kern van revolutionairen buiten Rusland. Onder hen verdedigde hij de meest extreme ideeën en toonde hij zich voorstander van de radicaalste methodes.
Hij werkte mee aan het fabriceren van bommen bestemd voor de strijd in Rusland en organiseerde de tijdelijke bewaring ervan bij de verschillende leden. Toen ze aldus waren verdeeld, gaf hij de namen van de leden van de groep aan bij de Franse politie. Vijftien van de zevenentwintig leden, bij wie bommen werden gevonden, werden tot gevangenisstraffen veroordeeld.
Landesen zelf kwam er evenmin zonder kleerscheuren van af en werd als lid van de 'bende' tot 5 jaar gevangenisstraf veroordeeld. Hij was ondertussen echter al het land uit gevlucht. Hij werd door de Ochrana gefeliciteerd voor zijn succes en kreeg de titel van ereburger en het recht om zich overal in het tsaristische rijk vrij te bewegen. Bovenop werd hem een jaarpensioen van duizend roebels toegekend.

## België
Na enkele maanden ondergedoken te zijn gebleven in Parijs, vertrok Landesen in augustus 1890 naar België, waar hij zich voordeed als een Russische edelman en zich in Luik vestigde. Daar was hij betrokken bij een serie aanslagen in 1893-1894, die op rekening van Belgische anarchisten werden geschreven. Landesen kwam hierbij niet op het voorplan, maar wel een andere agent van de Ochrana, een zogenaamde baron von Sternberg.
Onder de naam baron de Harting werd hij de volgende jaren met min of meer officiële beveiligingsopdrachten belast. In 1893 werd hij naar het hertogdom Saksen-Coburg gestuurd, waar Nicolaas II van Rusland zich verloofde met Alix van Hessen-Darmstadt. Terwijl hij in Duitsland was liet hij zich bekeren tot de Russische orthodoxie, om alle sporen van zijn Joodse identiteit uit te wissen, en werd in Wiesbaden gedoopt door de aalmoezenier van de Russische ambassade.
In 1894 organiseerde hij de bescherming van tsaar Alexander III van Rusland tijdens zijn bezoek in Denemarken en vergezelde hem vervolgens voor jachtpartijen in Noorwegen en in Zweden. Hij zorgde vervolgens voor de bescherming van de prinsen George en Nicolaas tijdens hun verblijf respectievelijk in Nice en in Parijs.
Laqndesen was in zijn Luikse tijd niet zonder meer persoonlijke activiteiten gebleven. Op 3 februari 1894 trouwde hij met de Belgische Madeleine Pirlot (1872-1927), dochter van de rijke Luikse magistraat Fernand Pirlot, die enkele maanden voordien overleden was. Op 29 november van dat jaar bracht ze een zoon, Pierre de Harting, ter wereld. Drie andere kinderen volgden: André Paul de Harting, Hélène en Madeleine.

## Berlijn
In 1900 kreeg Harting de leiding van de Ochrana-antenne in Berlijn. In samenwerking met de Duitse geheime diensten kon hij goed de middens van Russische migranten infiltreren, vooral die van de revolutionaire politieke partijen.
Er wordt verteld dat hij het was die in 1903 coauteur (volgens sommigen initiatiefnemer en coördinator) van de Protocollen van de wijzen van Sion, de vervalsing die wilde aantonen dat de joden (met hulp van de vrijmetselaars) de wereldheersers wilden worden. De Ochrana wilde dit factum aanwenden in de strijd tegen de Russische revolutionairen die in grote mate joden waren.

## Opnieuw in België
Bij de aanvang van de Russisch-Japanse oorlog in 1904 werd Harting belast met operaties tegen de Japanse kolonel Akashi, die in verschillende Europese hoofdsteden anti-Russische inlichtingendiensten organiseerde. Harting werd er mee belast contra-spionage tegen de organisatie van Akashi uit de grond te stampen.
Hij eindigde hierdoor zijn activiteiten in Berlijn en werd nu een bestendig reiziger tussen Sint-Petersburg, Parijs, Stockholm, Kopenhagen, Brussel en Londen. Hij spoorde onder meer agenten op die voor hem konden werken binnen de Japanse ambassades en consulaten. Hij richtte zich vooral op de ambassade in Brussel, waar kolonel Akashi zijn hoofdkwartier had. Door infiltratie aldaar kwam hij in het bezit van de Japanse code voor telegrafische boodschappen.
De Russisch-Japanse oorlog maakte dat de informatie die Harting leverde met grote belangstelling werd ontvangen door de Russische generale staf. Bij ieder van zijn bezoeken aan de legerleiding kreeg Harting een hogere militaire graad, tot hij die van generaal-majoor bereikte. Men gaf hem daarbij ook de opdracht om een spionagenetwerk te ontwikkelen in het Verre Oosten.
Toen de oorlog een einde nam, diende hij een verslag in, waarin hij meldde dat hij een netwerk van tachtig observatieposten had opgericht, twaalf schepen had gecharterd, talrijke agenten had in dienst genomen in Denemarken, Zweden, Noorwegen en Duitsland. Om dit alles te realiseren had hij enorm veel fondsen nodig gehad, waarvoor hij de rekening indiende. Later hebben historici de inhoud van dit verslag in twijfel getrokken, als overdreven beschouwd of zelfs gewoon gesteund op valse gegevens. Anders ging het eraan toe met de legerleiding en met de Ochrana, die zijn werk zeer op prijs stelden.

## Opnieuw in Parijs
Van 1905 tot 1909 stond de Harting aan de leiding van de Ochranakantoren in Parijs. Officieel was hij een van de diplomaten van de Russische ambassade. Hij nam een eerbare plaats in binnen de Parijse society en werd zelfs met de Légion d'Honneur vereerd.
Hieraan kwam een einde toen zijn jeugdvriend Vladimir Bourtzeff ontdekte wie hij werkelijk was en dit, in een artikel op 6 juli 1909 in L’Humanité, aan de grote klok hing. In dit artikel ontmaskerde hij de opruiers Azef en M. Harting-Landesen, hoofd van de Russische politie in het buitenland en bij herhaling veroordeelde crimineel. De elegante diplomaat die zich in de Parijse salons met zwier bewoog, werd voortaan als de veroordeelde en gevluchte provocateur van 1890 herkend. Jean Jaurès interpelleerde Georges Clemenceau in het parlement en het gevolg was dat alle activiteit werd verboden aan buitenlandse politiediensten op Frans grondgebied. Dit betekende een grote tegenslag voor de Ochrana. Harting vluchtte naar België, waar hij zich stil hield.

## En weer in België
Hij bleef er nochtans niet werkloos en zorgde voor goede relaties met de administrateurs-generaal Jules De Rode en Louis Gonne en met adjunct-administrateur-generaal Haus, binnen de Dienst voor de Veiligheid van de Staat. Hij zocht vooral naar de circuits die wapenleveringen organiseerden aan de revolutionaire groepen in Rusland. Luik en Antwerpen waren de belangrijkste doorvoerpunten. In 1906 werd in de Gentse Vooruit een wapenopslagplaats ontdekt en de socialistische voorman Camille Huysmans was hierbij betrokken. De Staatsveiligheid onderhield in stijgende mate informele goede betrekkingen met de Harting, zonder dat de voogdijminister hiervan op de hoogte was.
Tijdens de Eerste Wereldoorlog organiseerde hij Russische informatiediensten in België en Frankrijk. Na de Russische revolutie verdween de Ochrana en dus ook de activiteit van Harting. Hij zou nadien nog zakelijke activiteiten ontwikkeld hebben. Hij verdween in de anonimiteit en hoe en wanneer hij overleden is, blijft (voorlopig) onbekend.